# 阿拉木图世界银行抢劫案
阿拉木图世界银行抢劫案，是2000年5月18日东突解放组织成员武装抢劫哈萨克斯坦阿拉木图世界银行的案件。

## 历史
2000年5月18日，“东突解放组织”成员武装抢劫了阿拉木图世界银行，被哈萨克斯坦内务警察查获。2001年12月，哈萨克斯坦极端组织成员拉赫马吐拉·尤素波夫、穆赫特丁因为抢劫、杀人、藏匿武器等犯罪活动被哈萨克斯坦内务部门逮捕后交代，他们两人自1997年起曾经多次参与“东突解放组织”的活动。